# Пермоцинодони
Пермоцинодоните (Dvinia) са род терапсиди, единственият известен в семейство Dviniidae.
Те са дребни всеядни животни, подобни на бозайници, и са живели през късния перм. Известни са от палеонтологични находки в северната част на Европейска Русия.